# Каневской район
Каневско́й район — административно-территориальная единица и муниципальное образование (муниципальный район) в составе Краснодарского края России.
Административный центр — станица Каневская.

## География
Каневской район (до 2009 года — Каневский район) — расположен в северо-западной части края. Граничит с Щербиновским, Староминским, Приморско-Ахтарским, Ленинградским, Павловским и Брюховецким районами и Ейским районом. С востока на запад район пересекают степные реки: Челбас, Средняя Челбаска, Сухая Челбаска, Мигуты, Албаши, Бейсуг, Правый Бейсужек, есть на территории района лиманы, заповедные зоны и заказник, а также самое крупное в крае Челбасское лесничество, заложенное 100 лет назад учёным-лесоводом Степановым. До настоящего времени там произрастает около 100 пород деревьев и кустарников.

## История
Район был образован 2 июня 1924 года в составе Кубанского округа Юго-Восточной области. В его состав вошла часть территории упразднённого Ейского отдела Кубано-Черноморской области. Первоначально район включал в себя 8 сельских советов: Александровский, Каневский, Новое Село (х. Назаревский Первый), Привольненский, Придорожный, Сборный (х. Среднечелбасский), Стародеревянковский, Челбасский.
С 16 ноября 1924 года район в составе Северо-Кавказского края, с 10 января 1934 года — в составе Азово-Черноморского края, с 13 сентября 1937 года — в составе Краснодарского края.
22 августа 1953 года в состав района вошла территория упразднённого Новоминского района.
11 февраля 1963 года в состав района были включены территории упразднённых Брюховецкого и Староминского районов.
1 февраля 1963 года был образован Каневский сельский район.
30 декабря 1966 года Брюховецкий и Староминский районы были восстановлены в прежних границах.
В 1993 году была прекращена деятельность сельских Советов, территории сельских администраций преобразованы в сельские округа.
В 2005 году в муниципальном районе были образованы 9 сельских поселений.

## Население
| 1939     | 1959     | 1970     | 1979     | 1989     | 2002     | 2006     | 2010     | 2011     |
| -------- | -------- | -------- | -------- | -------- | -------- | -------- | -------- | -------- |
| 34 320   | ↗64 606  | ↗87 021  | ↘85 659  | ↗88 415  | ↗102 245 | ↗102 589 | ↗102 624 | ↘102 604 |
| 2012     | 2013     | 2014     | 2015     | 2016     | 2017     | 2018     | 2019     | 2020     |
| ↘102 545 | ↗102 590 | ↗102 613 | ↗102 881 | ↗103 268 | ↗103 713 | ↘103 367 | ↘103 130 | ↘102 655 |
| 2021     | 2023     | 2025     |          |          |          |          |          |          |
| ↘98 903  | ↘97 243  | ↘96 874  |          |          |          |          |          |          |

Население района на 01.01.2006 года составило 102 589 человека, все — сельские жители. Среди всего населения мужчины составляют — 46,5 %, женщины — 53,5 %. Женского населения фертильного возраста — 27366 человек (49,8 % от общей численности женщин). Дети от 0 до 17 лет — 21506 (21,0 % всего населения), взрослых — 81083 человека (79,0 %). В общей численности населения 61674 (60,1 %) — лица трудоспособного возраста, 22,3 % — пенсионеры.
Национальный состав
По итогам переписи населения 2020 года проживали следующие национальности (национальности менее 0,1 % и другое см. в сноске к строке «Другие»):
| Национальность | Численность, чел. | Доля     |
| -------------- | ----------------- | -------- |
| Русские        | 95 850            | 96,91 %  |
| Армяне         | 832               | 0,84 %   |
| Украинцы       | 353               | 0,36 %   |
| Цыгане         | 187               | 0,19 %   |
| Азербайджанцы  | 131               | 0,13 %   |
| Грузины        | 107               | 0,11 %   |
| Другие         | 1443              | 1,46 %   |
| Итого          | 98 903            | 100,00 % |

## Административно-муниципальное устройство
В рамках административно-территориального устройства края, Каневской район включает 9 сельских округов.
В рамках организации местного самоуправления в Каневской район входят 9 муниципальных образований нижнего уровня со статусом сельских поселений:
| № | Муниципальное образование              | Административный центр      | Количество населённых пунктов | Население | Площадь, км² |
| - | -------------------------------------- | --------------------------- | ----------------------------- | --------- | ------------ |
| 1 | Каневское сельское поселение           | станица Каневская           | 5                             | ↘42 559   | 473,07       |
| 2 | Красногвардейское сельское поселение   | посёлок Красногвардеец      | 2                             | ↘2137     | 83,89        |
| 3 | Кубанскостепное сельское поселение     | посёлок Кубанская Степь     | 3                             | ↘1863     | 79,86        |
| 4 | Новодеревянковское сельское поселение  | станица Новодеревянковская  | 6                             | ↘7553     | 364,44       |
| 5 | Новоминское сельское поселение         | станица Новоминская         | 4                             | ↘11 566   | 322,05       |
| 6 | Привольненское сельское поселение      | станица Привольная          | 3                             | ↘6763     | 436,37       |
| 7 | Придорожное сельское поселение         | станица Придорожная         | 3                             | ↘1992     | 73,11        |
| 8 | Стародеревянковское сельское поселение | станица Стародеревянковская | 10                            | ↘15 754   | 370,81       |
| 9 | Челбасское сельское поселение          | станица Челбасская          | 2                             | ↘7056     | 282,18       |

## Населённые пункты
В Каневском районе 38 населённых пунктов:
| №  | Населённый пункт    | Тип     | Население | Муниципальное образование              |
| -- | ------------------- | ------- | --------- | -------------------------------------- |
| 1  | Албаши              | хутор   | ↘469      | Новодеревянковское сельское поселение  |
| 2  | Александровская     | станица | ↘652      | Красногвардейское сельское поселение   |
| 3  | Большие Челбасы     | хутор   | ↗427      | Стародеревянковское сельское поселение |
| 4  | Борец Труда         | хутор   | ↗158      | Стародеревянковское сельское поселение |
| 5  | Бурсаки             | хутор   | ↗72       | Каневское сельское поселение           |
| 6  | Весёлый             | посёлок | ↘23       | Челбасское сельское поселение          |
| 7  | Вольный             | хутор   | ↗36       | Новодеревянковское сельское поселение  |
| 8  | Восточный           | хутор   | ↗17       | Новоминское сельское поселение         |
| 9  | Добровольный        | хутор   | ↗50       | Привольненское сельское поселение      |
| 10 | Калинино            | село    | ↘158      | Кубанскостепное сельское поселение     |
| 11 | Каневская           | станица | ↘41 721   | Каневское сельское поселение           |
| 12 | Красногвардеец      | посёлок | ↗1611     | Красногвардейское сельское поселение   |
| 13 | Красный Очаг        | хутор   | ↘140      | Новоминское сельское поселение         |
| 14 | Кубанская Степь     | посёлок | ↗1389     | Кубанскостепное сельское поселение     |
| 15 | Ленинский           | хутор   | ↘123      | Новодеревянковское сельское поселение  |
| 16 | Мигуты              | хутор   | ↘513      | Стародеревянковское сельское поселение |
| 17 | Новодеревянковская  | станица | ↗6899     | Новодеревянковское сельское поселение  |
| 18 | Новоминская         | станица | ↘11 595   | Новоминское сельское поселение         |
| 19 | Орджоникидзе        | хутор   | ↘350      | Каневское сельское поселение           |
| 20 | Партизанский        | посёлок | ↗414      | Придорожное сельское поселение         |
| 21 | Привольная          | станица | ↗6531     | Привольненское сельское поселение      |
| 22 | Придорожная         | станица | ↗1742     | Придорожное сельское поселение         |
| 23 | Приютный            | хутор   | ↘171      | Новодеревянковское сельское поселение  |
| 24 | Раздольный          | хутор   | ↘187      | Новодеревянковское сельское поселение  |
| 25 | Раков               | хутор   | ↘5        | Придорожное сельское поселение         |
| 26 | Сладкий Лиман       | хутор   | ↗828      | Стародеревянковское сельское поселение |
| 27 | Средние Челбасы     | хутор   | ↗738      | Каневское сельское поселение           |
| 28 | Стародеревянковская | станица | ↗13 482   | Стародеревянковское сельское поселение |
| 29 | Степной             | посёлок | ↘424      | Кубанскостепное сельское поселение     |
| 30 | Сухие Челбасы       | хутор   | ↘749      | Каневское сельское поселение           |
| 31 | Труд                | хутор   | ↘365      | Привольненское сельское поселение      |
| 32 | Трудовая Армения    | хутор   | ↘124      | Стародеревянковское сельское поселение |
| 33 | Ударный             | хутор   | ↗426      | Стародеревянковское сельское поселение |
| 34 | Украинка            | хутор   | ↘75       | Стародеревянковское сельское поселение |
| 35 | Чапаев              | хутор   | ↘70       | Новоминское сельское поселение         |
| 36 | Челбасская          | станица | ↗7148     | Челбасское сельское поселение          |
| 37 | Черкасский          | хутор   | ↘120      | Стародеревянковское сельское поселение |
| 38 | Шевченко            | хутор   | ↘59       | Стародеревянковское сельское поселение |

## Экономика
На развитие экономики и социальной сферы района за счёт всех источников финансирования за 2010 год привлечено 1 млрд 828 млн руб., что по сравнению с аналогичным периодом прошлого года составляет 167%.
Основой экономики района является агропромышленный комплекс.

### Сельское хозяйство
Агропромышленный комплекс района включает 13 сельскохозяйственных предприятий, 46 малых предприятий, 1 подсобное, 6 перерабатывающих предприятий, 2 комбината хлебопродуктов с комбикормовым заводом, 717 крестьянских (фермерских) хозяйств, около 25 000 личных подсобных хозяйств.
В районе 181 тыс. га сельскохозяйственных угодий, в том числе 177 тыс. га — пашни (131,5 тыс. га — коллективные хозяйства, 25,5 тыс. га — крестьянские (фермерские) хозяйства, 19,9 тыс. га — малые предприятия).

### Промышленность
Основное направление промышленности района — переработка сельскохозяйственного сырья, которую осуществляют такие предприятия как: ООО «Мясоптицекомбинат «Каневской», ООО фирма «Калория», ОАО «Каневсксахар», ООО «Консервное предприятие «Русское поле-Албаши», ООО «Сладич Кубань» и другие.
В общем объёме выпускаемой продукции пищевая промышленность составляет 84%.

### Транспорт
В Каневском районе имеется 4 железнодорожных станции: «Каневская», «Деревянковка», «Албаши», «Придорожная».
Пассажирские автоперевозки осуществляют 8 частных перевозчиков, которые обслуживают 9 городских и 12 пригородных муниципальных маршрутов. Количество автобусов, обслуживающих автобусные маршруты — 66, количество выполняемых рейсов на маршрутах — 419 ежедневно.

## Достопримечательности
- Памятный знак на центральной аллее парка имени 30-летия Победы в станице Каневской, установленный 7 июня 2006 года на месте храма Сошествия Святого Духа, построенного в 1828 году и разрушенного в 1938 году.
- Храм Покрова Пресвятой Богородицы, открытый в 1912 году в станице Каневской.
- Храм Успения Пресвятой Богородицы, открытый в 1901 году в хуторе Албаши.
- Часовня Рождества Пресвятой Богородицы в станице Новодеревянковской, построенная в 2004 году на месте храма Рождества Пресвятой Богородицы, разрушенного в 1928 году. В этом храме служил отец кубанского историка Фёдора Андреевича Щербины.
- Памятный камень, установленный 3 апреля 2010 года на месте дома Тимофея Ксенофонтовича Ящика в станице Новоминской, где в 1919 году укрывалась со своей семьей Великая княгиня Ольга Александровна Романова, младшая сестра последнего русского императора Николая II.
- Первый в РСФСР сельский широкоформатный кинотеатр «Космос», построенный в станице Каневской 6 ноября 1964 года. Премьера первого широкоформатного художественного фильма состоялась 11 января 1968 года.
- Первое на Кубани газоконденсатное месторождение Каневское, открытое в 1956 году.
- Первый на Кубани завод газовой аппаратуры, построенный в станице Каневской 11 октября 1994 года.
- Самый крупный на Кубани элеватор, ёмкостью 50 тысяч тонн зерна, построенный в станице Каневской 27 мая 1965 года.
- Самая высокая на Кубани металлическая радиотелевизионная мачта с телевизионным ретранслятором, высотой 350 метров, установленная в станице Каневской 22 августа 1979 года.

## Известные люди
Герои Советского Союза
- Резников, Вадим Федотович (5.09.1925—2.10.1996) Дважды Герой Социалистического Труда, Заслуженный работник сельского хозяйства Кубани
- Андреев, Владимир Григорьевич (26.06.1927—27.08.1996)
- Гуденко, Павел Гаврилович (07.03.1911—09.03.1994)
- Гусько, Алексей Васильевич (27.06.1925—01.04.1945)
- Данильченко, Виктор Иванович (07.01.1922—02.05.1944)
- Дуб, Григорий Моисеевич (15.07.1919—09.03.1994)
- Колованов, Иван Васильевич (12.03.1916—05.06.1995)
- Кондруцкий, Алексей Иванович (30.03.1913—08.01.1983)
- Корнев, Александр Степанович (26.01.1921—29.08.2003)
- Нестеренко, Григорий Карпович (27.11.1916—21.10.1943)
- Передерий, Иосиф Антонович (16.09.1913—31.05.1975)
- Свердликов, Григорий Иванович (31.03.1919—29.08.1946)
- Хрюкин, Тимофей Тимофеевич (21.06.1910—19.07.1953) — дважды Герой Советского Союза